# Cecil Day-Lewis
Pour les articles homonymes, voir Day-Lewis, Day et Lewis.
Cecil Day-Lewis (ou Day Lewis), (né à Ballintubbert, en Irlande le 27 avril 1904 - mort à Hadley Wood (en), dans le Hertfordshire, au Royaume-uni, le 22 mai 1972) est un poète britannique, poète lauréat de 1967 à 1972, commandeur de l'Ordre de l'Empire britannique et, sous le pseudonyme de Nicholas Blake, un auteur de romans policiers. Il a également traduit du latin à l'anglais les œuvres de Virgile.
Il est le père du comédien Daniel Day-Lewis.

## Biographie
Cecil Day-Lewis est le fils du révérend Frank Cecil Day Lewis et de Kathleen Squires. Après la mort de sa mère en 1906, il est élevé à Londres par son père, avec l’aide d’une tante. Il étudie à Sherborne School et à Wadham College, dont il sort diplômé en 1927. À Oxford, il rejoint le cercle formé autour de W. H. Auden et l'aide à éditer Oxford Poetry 1927. Son premier recueil de poèmes, Beechen Vigil, paraît en 1925.
Dans sa jeunesse, Day-Lewis adopte des idées communistes, devenant membre du Parti communiste de 1935 à 1938, et ses premiers poèmes sont marqués par le didactisme et une préoccupation pour les thèmes sociaux. Il s'engage comme partisan dans l'armée républicaine pendant la guerre civile espagnole, mais, après la fin des années trente, il perd peu à peu ses illusions,.
En 1928, il épouse Mary King, la fille d'un professeur, et travaille comme maître dans trois écoles. En 1951, il se marie en secondes noces avec l'actrice Jill Balcon.
En 1935, pour compléter les revenus tirés de ses poèmes, Day-Lewis décide d'écrire, sous le pseudonyme de Nicholas Blake, un roman policier, Il manquait une preuve (A Question of Proof), pour lequel il crée le personnage de Nigel Strangeways, un détective amateur, neveu d'un officier de Scotland Yard. Nigel Strangeways est modelé sur W. H. Auden, mais devient une figure moins extravagante et plus sérieuse au fil de son évolution dans les seize romans et trois nouvelles où il apparaît. Ainsi, Strangeways perd sa femme, présente dans les premiers romans, lorsqu'elle meurt « sous les bombardements pendant le blitz [...], devient l'amant de Clare Messinger, sculptrice célèbre, qui le soutient au cours de cinq de ses enquêtes » et assiste lui-même à sept reprises l'inspecteur écossais Blount. « Le roman de Nicholas Blake le plus célèbre demeure Que la bête meure ! (The Beast Must Die, 1938), adapté au cinéma, en 1969, par Claude Chabrol, avec Jean Yanne, Michel Duchaussoy, Caroline Cellier et Anouk Ferjac dans les rôles principaux ». Au total, dix-neuf romans appartenant au genre policier seront publiés par Day-Lewis qui parvient grâce à eux à vivre de sa plume dès le milieu des années 1930. 
Durant la Seconde Guerre mondiale, il travaille comme rédacteur de publications au ministère de l'Information, une institution moquée par George Orwell dans son uchronie 1984 (également basée sur l'expérience d'Orwell à la BBC). Dans son travail, il s'éloigne de l'influence d'Auden et développe un style lyrique plus traditionnel. Plusieurs critiques affirment qu'il a atteint sa pleine stature de poète avec Word Over All (1943), quand il achève de prendre ses distances avec Auden. 
Après la guerre, il rejoint l'éditeur Chatto & Windus comme rédacteur en chef. En 1946, il est conférencier à l'université de Cambridge, publiant ses conférences dans The Poetic Image (1947). En 1951, il se marie avec l'actrice Jill Balcon, fille du producteur de cinéma Michael Balcon. Plus tard, il enseigne la poésie à l'université d'Oxford, où il est professeur de poésie de 1951 à 1956.
De ses deux mariages, Day-Lewis a eu cinq enfants, dont l'acteur Daniel Day-Lewis et le journaliste Tamasin Day-Lewis, ainsi que l'écrivain et critique télé Sean Day-Lewis, qui a écrit une biographie de son père, C. Day Lewis : Une vie littéraire anglaise (1980).
Il est nommé poète lauréat en 1968, succédant à John Masefield. Day-Lewis est également président du Conseil des Arts, dans la catégorie littérature, vice-président de la Société royale de littérature, membre honoraire de l'Académie américaine des arts et des lettres, membre de l'Académie irlandaise des Lettres et professeur de rhétorique à Gresham College, à Londres. 

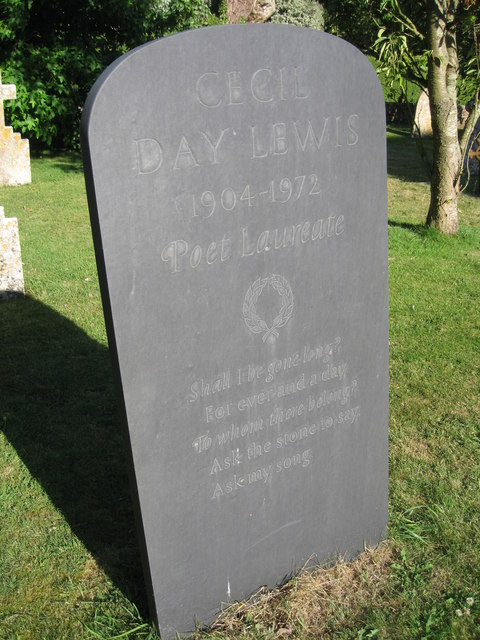
Tombe de Cecil Day-Lewis

Day-Lewis meurt le 22 mai 1972, dans le Hertfordshire, dans la maison de Kingsley Amis et d'Elizabeth Jane Howard, où il demeurait avec son épouse. C'était un grand admirateur de Thomas Hardy, et il s'est arrangé pour être inhumé aussi près que possible de la tombe de l'écrivain, au cimetière de l'église St. Michael's, à Stinsford.
| Epitaph                                                                                           |
| 1904-1972                                                                                         |
| Shall I be gone long? For ever and a day To whom there belong? Ask the stone to say. Ask my song. |
|                                                                                                   |

## Poésie

### Song
Tiré de The Passionate Shepherd to His Love de Christopher Marlowe :
Come, live with me and be my love,
And we will all the pleasures prove
Of peace and plenty, bed and board,
That chance employment may afford.
I'll handle dainties on the docks
And thou shalt read of summer frocks:
At evening by the sour canals
We'll hope to hear some madrigals.
Care on thy maiden brow shall put
A wreath of wrinkles, and thy foot
Be shod with pain: not silken dress
But toil shall tire thy loveliness.
Hunger shall make thy modest zone
And cheat fond death of all but bone-
If these delights thy mind may move,
Then live with me and be my love.

## Œuvre

### Signé Cecil Day-Lewis

#### Recueils de poésie
- Transitional Poem (1929)
- From Feathers To Iron (1932)
- Collected Poems 1929–1933 (1935)
- A Time To Dance And Other Poems (1935)
- Overtures to Death (1938)
- Short Is the Time (1945)
- Collected Poems (1954)
- Pegasus and Other Poems (1957)
- The Whispering Roots and Other Poems (1970)[9]
- Complete Poems (1992)[10]

#### Romans
- The Friendly Tree (1936)
- Starting Point (1937)
- Child of Misfortune (1939)

#### Romans de littérature d'enfance et de jeunesse
- Dick Willoughby (1933)
- The Otterbury Incident (1948)

#### Essais
- A Hope for Poetry (1934)[11]
- Poetry for You (1944) [12]
- The Poetic Image (1947)

#### Autobiographie
- The Buried Day (1960)

#### Traductions
- Les Géorgiques de Virgile (1940)[13]
- L’Énéide de Virgile (1952)
- Les Églogues de Virgile (1963)[14]

### Signé Nicholas Blake

#### SérieNigel Strangeways
- A Question of Proof (1935) Publié en français sous le titre Il manquait une preuve, Paris, Nouvelle Revue Critique, coll. « L'Empreinte » no 74, 1935 ; réédition, Paris, Librairie des Champs-Élysées, coll. « Le Masque » no 2329, 1997
- Thou Shell of Death (1936), aussi titré Shell of Death Publié en français sous le titre Rendez-vous avec la mort, Paris, Nouvelle Revue Critique, coll. « L'Empreinte » no 101, 1936 ; réédition dans la même traduction sous le titre Vaine Carcasse, Paris, Librairie des Champs-Élysées, coll. « Le Masque » no 2158, 1994
- There's Trouble Brewing (1937) Publié en français sous le titre Le Squelette en habit, Paris, Nouvelle Revue Critique, coll. « L'Empreinte » no 126, 1937 ; réédition, Paris, Librairie des Champs-Élysées, coll. « Le Masque » no 2284, 1996
- The Beast Must Die (1938) Publié en français sous le titre Que la bête meure !, Paris, Nouvelle Revue Critique, coll. « L'Empreinte » no 152, 1938 ; réédition, Paris, Presses de la Cité, coll. « Un mystère », 2e série, no 34, 1969
- The Smiler With the Knife (1938)
- Malice In Wonderland (1940), aussi titré The Summer Camp Mystery
- The Case of The Abominable Snowman (1941), aussi titré The Corpse in the Snowman Publié en français sous le titre Le Bonhomme de neige, Paris, Albin Michel, coll. « Le Limier » no 22, 1950
- Minute for Murder (1946) Publié en français sous le titre La Mort est servie, Paris, Albin Michel, coll. « Le Limier » no 52, 1954
- Head of a Traveller (1949)
- The Dreadful Hollow (1953)
- The Whisper in the Gloom (1954), aussi titré Catch and Kill
- End of Chapter (1957) Publié en français sous le titre Fin de chapitre, Paris, Trévise, coll. « Le Cachet » no 5, 1960 ; réédition, Paris, Librairie des Champs-Élysées, coll. « Le Masque » no 2244, 1995
- The Widow's Cruise (1959)
- The Worm of Death (1961)
- The Sad Variety (1964)
- The Morning after Death (1966)

#### Autres romans policiers
- A Tangled Web (1956), aussi titré Death and Daisy Bland
- A Penknife in My Heart (1959)
- The Deadly Joker (1963)
- The Private Wound (1968) Publié en français sous le titre L'Inavouable, Paris, Julliard, coll. « PJ », 1973

### Nouvelles policières signées Nicholas Blake

#### SérieNigel Strangeways
- Conscience Money (1938), aussi titré Mr. Prendergast and the Orange Publié en français sous le titre Le Fruit défendu, Paris, Opta, Mystère Magazine no 182, mars 1963
- The Assassins’ Club (1939), aussi titré  A Slice of Bad Luck Publié en français sous le titre Le Club des assassins, Paris, Opta, L'anthologie du Mystère no 2, 1962
- It Fell to Earth (1944), aussi titré  Long Shot Publié en français sous le titre La Flèche d'or, Paris, Opta, Mystère Magazine no 246, juillet 1968

#### Autres nouvelles
- The Snow Line (1949), aussi titré A Study in White Publié en français sous le titre Blanc comme neige, Paris, Opta, Mystère Magazine no 29, juin 1950 ; réédition dans une nouvelle traduction sous le titre Étude en blanc, dans le recueil Petits romans noir irlandais Paris, Losfeld, 1997 ; réédition, Paris, Payot & Rivages, coll. « Rivages/Noir » no 505, 2004  (ISBN 2-7436-1224-X)
- Sometimes the Blind (1963), aussi titré Sometimes the Blind See the Clearest Publié en français sous le titre Un aveugle parfois, Paris, Fayard, Le Saint détective magazine no 120, février 1965

### Filmographie

#### Adaptations au cinéma
- 1952 : La bestia debe morir, film argentin réalisé par Román Viñoly Barreto, d'après le roman Que la bête meure
- 1969 : Que la bête meure, film français réalisé par Claude Chabrol, d'après le roman éponyme, avec Michel Duchaussoy, Caroline Cellier et Jean Yanne

#### Adaptations à la télévision
- 1963 : A Tangled Web, épisode 18, saison 1, de la série télévisée américaine Suspicion (The Alfred Hitchcock Hour) réalisé par Alf Kjellin, d'après le roman éponyme, avec Robert Redford, Zohra Lampert et Barry Morse
- 1980 : The Kids Who Knew Too Much, épisode 26, saison 11, de la série télévisée américaine Le Monde merveilleux de Disney réalisé par Robert Clouse
- 2021 : The Beast Must Die, série britannique adaptée par Gaby Chiappe et réalisée par Dome Karukoski

## Sources
: document utilisé comme source pour la rédaction de cet article.
- Claude Mesplède, Dictionnaire des littératures policières, vol. 1 : A - I, Nantes, Joseph K, coll. « Temps noir », 2007, 1054 p. (ISBN 978-2-910-68644-4, OCLC 315873251), p. 236 (notice Nicholas Blake)
- Claude Mesplède (dir.), Dictionnaire des littératures policières, vol. 2 : J - Z, Nantes, Joseph K, coll. « Temps noir », 2007, 1086 p. (ISBN 978-2-910-68645-1, OCLC 315873361), p. 833 (notice Nigel Strangeways).
- Jean Tulard, Dictionnaire du roman policier : 1841-2005. Auteurs, personnages, œuvres, thèmes, collections, éditeurs, Paris, Fayard, 2005, 768 p. (ISBN 978-2-915793-51-2, OCLC 62533410), p. 78-79